# First Horizon Bank
First Horizon Corporation, anteriormente First Tennessee Bank, es una empresa de servicios financieros, fundada en 1864 y con sede en Memphis, Tennessee. A través de su filial bancaria First Horizon Bank, brinda servicios financieros a través de ubicaciones en 12 estados del sureste, región en la que es el cuarto banco regional más grande.
En noviembre de 2019, First Horizon Corporation e IberiaBank Corporation acordaron fusionarse y cerraron en julio de 2020. El banco combinado tiene su sede en Memphis, Tennessee, y usa el nombre de First Horizon.
El banco ganó atención nacional durante la crisis bancaria de 2023, en la que varios bancos regionales en los Estados Unidos, así como la institución suiza Credit Suisse, colapsaron y fueron comprados. El precio de las acciones de First Horizon comenzó a caer en picado a raíz de la cancelación de una fusión con Toronto-Dominion Bank y el colapso de First Republic Bank en San Francisco.